# Nagy Dezső (színművész, 1868)
Nagy Dezső (Kassa, 1868. november 11. – Szabadka/Brassó?, 1920-as évek?) színész, színigazgató.

## Életútja
Középiskolai tanulmányai után tanító lett Debrecenben, de csakhamar felcserélte pályáját és kardalosnak állt be 1885. február havában Krecsányi Ignáchoz. Ezután Szegedi Mihály, Tóth Béla és Károlyi Lajos társulatánál szerepelt. 1895 nyarán létrehozta és 1896-ban igazgatója lett a Felsőmagyarországi Színikerületnek, 1900 szeptemberéig járta a vidéket társulatával, s a magyar nyelvet is terjesztette Felvidéken. Ezután Krecsányihoz ment, majd Temesvár, Debrecen, Kecskemét és Pécs színpadjain játszott. Feleségét, Reményi Sárit Janovics Jenő társulatánál ismerte meg, akivel Nádassy József társulatánál is szerepeltek. 1911-ben Almássy Endrénél működött Szegeden. 1914. április 18-án nyugdíjba ment.

## Családja
Dálnoki Nagy Imre színművész és Greskovics Franciska fiaként született. 1868. november 17-én keresztelte Ferenczy József református lelkész, keresztszülei Latabár Endre és Török Mária voltak. Testvére Nagy Gyula színész. Első felesége Erőss Antónia (Marosvásárhely, 1860. november 14. – Zenta, 1908. április 29.) színésznő volt, akivel 1903. április 2-án kötött házasságot Debrecenben. Miután megözvegyült, 1908. szeptember 20-án Veszprémben feleségül vette Reményi Sári (Rosenfeld Sarolta, Szabadka, 1885. szeptember 20. – Brassó, 1933. augusztus?) színésznőt, aki férje halála után komikai szerepkörre szorítkozott, majd az 1920-as évek végén Erdélybe költözött. Gyermekük Nagy Ernő (Szeged, 1918. december 11. – Budapest, 2005. május 13.) kisiparos, lap- és könyvkiadó.

## Fontosabb szerepei
- Csikorszky (Csiky Gergely: A szép leányok)
- Capulet (William Shakespeare: Rómeó és Júlia)
- Zsupán (ifj. Johann Strauss: Cigánybáró)

## Működési adatai
1885: Hajdúság, Tokaj, Hatvan; 1886: Polgár Károly; 1887: Székesfehérvár; 1888–93: Szabadka; 1893–1895: Károlyi Lajos; 1902–1903: Debrecen; 1902–1905: Újvidék; 1905–1906: Pécs, majd Szeged.